# Alan Smith (fotbalista, 1980)
Alan Smith (* 28. října 1980, Rothwell, Anglie) je bývalý anglický fotbalista, který naposledy působil v anglickém celku Notts County, kde v roce 2018 ukončil profesionální hráčskou kariéru. Dřív hrál na postu útočníka, nyní hraje v klubu jako defenzivní záložník.

## Kariéra
Alan Smith měří 173 cm a váží 60 kg. Za Leeds United nastoupil celkem 211krát a nastřílel 58 branek.

### Leeds United
Alan je odchovancem z Lilleshaw. Když začal hrát za Leeds, objevily se spekulace, že by se mohl stát jedním z nejlepších hráčů vůbec.[zdroj?] Smith to potvrdil svým bleskovým rozvojem a dokázal všem, že v něj vězí obrovský potenciál.[zdroj?]
Jeho hru charakterizuje lehkost, se kterou umísťuje míč do soupeřovy branky.[zdroj?] Má v sobě veliký střelecký talent, a je mu jedno, kterou nohu při tom použije.[zdroj?] Ví si rady i s nejlepšími obránci, protože hraje důrazně a agresivně. S agresivní hrou se pojí i žluté a červené karty. Během 14 utkání, ve kterých v sezóně 2001/02 nastoupil, dostal 6 žlutých a 2. červené karty. Proto také tresty a „stopy“ jsou neodmyslitelnou součástí jeho kariéry.
Alan Smith byl veřejně kritizován svým trenérem za nedostatek disciplíny a od té doby se uklidnil. Pro trenéra anglické „21“ – Davida Platta byl Smith jedním z nejtalentovanějších a nejvyspělejších hráčů, které měl k dispozici. Brzy proto nastoupil i za seniorskou reprezentaci, kde navíc během 8 utkání vstřelil gól.
Odchod Robbieho Fowlera a Robbieho Keana z Leedsu pro něj znamenal pravidelné nastupování v základní sestavě spolu s Markem Vidukou. V sezóně 2002/03 nasbíral celkem 10 branek, i když často hrával na pravém křídle. Alan ale nestřílel jenom branky, dostával také karty. Ve své z tohoto pohledu rekordní sezóně jich nasbíral 15 (12 žlutých a 3. červené). V reprezentaci sice zaznamenal branku proti Portugalsku, proti Makedonii byl naopak vyloučen.
Smith má bezpochyby talent a to, že ho hraní baví, z něj dělá opravdu dobrého hráče.[zdroj?] Smith je velice spjat s klubem, ve kterém hraje.[zdroj?]

### Manchester United
Sezóna 2003/2004 skončila pro Leeds sestupem, po kterém ho opustili nejlepší hráči klub opustí. Platilo to i v případě Alana Smitha. Zájem projevily Everton FC, Middlesbrough FC a fanoušky nejvíc nenáviděný Manchester United. Alan si vybral právě Manchester United a 26. května 2004 podepsal s vedením klubu smlouvu na dobu pěti let (do 30.6.2009). Leeds za něj dostal 7 milionů liber.
Smith prohlásil, že kvůli sestupu Leeds United do druhé ligy nemá rivalita mezi Leedsem a Manchesterem United cenu. Tím se snažil zbavit nálepky „zrádce“. Začátek sezóny 2004/05 byl pro něj vynikající. Díky nepřítomnosti Ruuda van Nistelrooye a Waynea Rooneyho mohl pravidelně nastupovat v útoku. Situace se změnila, když se do hry vrátili Nistelrooy a Rooney, naráz musel bojovat o místo v základní sestavě.
Časem Sir Alex Ferguson přidělil Smithovi novou roli záložníka. Do karet mu nahrál odchod Roye Keanea, který v listopadu změnil působiště a zamířil do Celticu Glasgow.

### Newcastle United

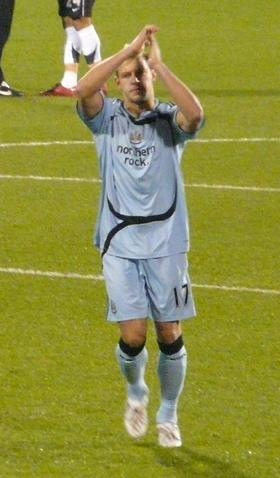
Smith tleská příznivcům Newcastlu

2. srpna 2007, Newcastle United oznámil, že se dohodl s Manchesterem United na přestupu Smithe za 6 milionu liber. O den později se Newcastle dohodl i s hráčem, Smith se upsal klubu na 5 let.
Premiérový gól vstřelil v přátelském utkání proti Sampdorii Janov a byl to gól vítězný. Po sezoně Newcastle sestoupil do druhé ligy a Smith se stal druhým zástupcem kapitána.

## Reprezentační kariéra
Alan Smith poprvé za reprezentaci skóroval v září 2002 proti Portugalsku. Za reprezentační A-tým Anglie nastoupil k 19 mezistátním utkáním a vstřelil jeden gól.